# Todea antarctica
Todea antarctica là một loài dương xỉ trong họ Osmundaceae. Loài này được Andre mô tả khoa học đầu tiên năm 1871.
Danh pháp khoa học của loài này chưa được làm sáng tỏ. 